# Noemie Thomas
Noemie Thomas, född 4 februari 1996, är en kanadensisk simmare. 
Thomas tävlade i två grenar för Kanada vid olympiska sommarspelen 2016 i Rio de Janeiro. Hon blev utslagen i försöksheatet på 100 meter fjärilsim och simmade i försöksheatet på 4x100 meter medley, där Kanadas lag slutligen slutade på 5:e plats.

## Personliga rekord
| Långbana (50 meter) - 50 meter fjärilsim – 26,23 (Saskatoon, 16 juli 2014) - 100 meter fjärilsim – 57,02 (Toronto, 5 april 2016) - 200 meter fjärilsim – 2.11,19 (Toronto, 4 april 2015) | Kortbana (25 meter) - 50 meter fjärilsim – 25,60 (Istanbul, 14 december 2012) - 100 meter fjärilsim – 56,64 (Istanbul, 15 december 2012) - 200 meter fjärilsim – 2.08,11 (New Westminster, 16 februari 2014) |